# Johanne Luise Heiberg
Johanne Luise Heiberg (en danés: johanə luiːsə ˈhɑɪ̯b̥æɐ̯ˀ; nacida Pätges; 22 de noviembre de 1812-21 de diciembre de 1890) fue una actriz danesa. Se hizo famosa por su trabajo en el Teatro Real de Copenhague, donde consiguió grandes éxitos.

## Biografía

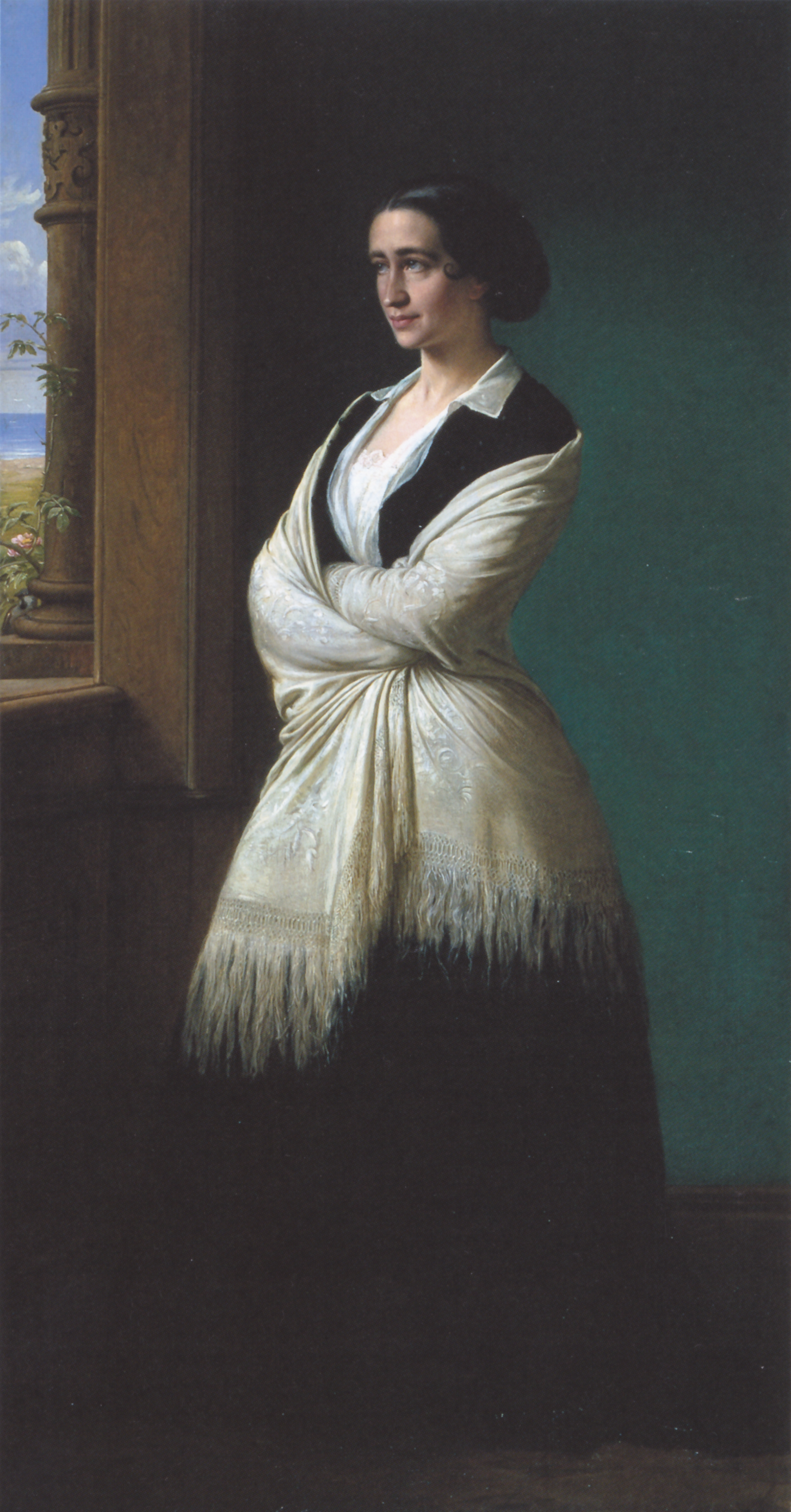
Johanne Luise Heiberg retratada en una posición que ella misma escogió por Wilhelm Marstrand en 1859. El cuadro se encuentra en el museo de Frederiksborg.

Hija de un posadero y de su esposa judía, demostró dotes artísticas tempranas pero tuvo que ponerse a trabajar desde muy niña en un entorno muy peligroso para ella, que consiguió evitar, como contó en su autobiografía. Entró en la escuela de ballet en 1820. Con la ayuda de patrones, fue ascendida al grado de una actriz e hizo un debut apoteósico en 1827. A partir de entonces, fue considerada la mejor actriz principal del teatro danés.

## Carrera
En 1831 se casó con el famoso dramaturgo Johan Ludvig Heiberg, veinte años mayor que ella, un matrimonio que elevó aún más su posición y la llevó a ser conocida como "Mrs Heiberg". "The Heibergs" se convirtió en un concepto de Copenhague y su hogar fue un centro cultural. En cambio, la posición dual de los Heibergs (la principal dama del teatro casada con su principal dramaturgo) también despertó recelos y acusaciones de favoritismo. Su gran popularidad entre el público no le impidió hacerse de enemigos, y su a veces agresiva y arrogante personalidad (revelada en su autobiografía) debe ser culpada de algo así. El tiempo de su marido como director del Teatro Real (1849-1856) terminó en un conflicto abierto con sus colegas, y por un corto período ella incluso salió del teatro. La muerte de su marido en 1860 y la edad le provocaron su retiro como actriz en 1864, aunque trabajó como directora de etapa hasta 1874.
Luise Heiberg representó unos 275 papeles. Su belleza exótica combinada con la cultura y la elegancia aseguró su posición, aunque ella no era la única actriz danesa talentosa de su edad. Entre sus papeles hay que mencionar algunos personajes de Shakespeare (como Viola en Noche de reyes) y especialmente en comedias y dramas franceses. En los dramas daneses brilló en las obras de Holberg] y Oehlenschläger, y especialmente en los dramas de su marido; Su actuación en Elves 'Hill (en danés: Elverhøi) fue un clásico. Su fuerza era la inteligencia, la pasión controlada y el ingenio, pero no mostraba el mismo talento para la tragedia. Fue musa de toda una generación de dramaturgos daneses, y especialmente inspiró a Henrik Hertz a escribir muchos de sus principales papeles femeninos para ella. También escribió unos pocos (no especialmente importante) actos de vaudeville ella misma. El más popular fue en Søndag paa Amager (Un domingo en Amager, 1845).

## Legado
Søren Kierkegaard le hizo un homenaje en el capítulo Una crisis en la vida de una actriz, en 1847. En la autobiografía de la actriz, Et Liv gjenoplevet i Erindringen ("Una vida vivida en la memoria", ed. 1891-92) encontramos una obra literaria importante de la edad de oro danesa. A menudo ha sido criticado por sus descripciones subjetivas, pero todavía se considera como un trabajo pionero debido a su interés en el proceso de actuar.
A pesar de estar estrechamente relacionada con la tradición romántica, Luise Heiberg sigue siendo considerada como una figura clave del drama danés, de estatus similar, por ejemplo, a Sarah Siddons en Gran Bretaña. Sin lugar a dudas, contribuyó a la creciente percepción social y moral pública de los actores daneses como artistas y personalidades culturales en lugar de simplemente intérpretes. Su imagen apareció en la parte delantera del billete de 200 dinares danés de la serie 1997. Se salió de la impresión en 2010. 
El drama de Rain Snakes (Från regnormarnas liv, 1981) del autor sueco Per Olov Enquist trata de manera ficticia la relación entre la señora Heiberg y Hans Christian Andersen. El drama danés 1864 (2014) presenta a la señora Heiberg como musa y confidente del presidente del consejo Ditlev Gothard Monrad, sugiriendo que ella fue una animadora en una guerra temeraria.

## Literatura
- Henning Fenger: The Heibergs. Editado y traducido por Frederick J. Marker. 1971.